# 崔珠龍
崔 珠龍（チェ・ジュヨン、ハングル: 최주용; 1996年11月8日-）は、大韓民国・慶尚南道出身のサッカー選手。ポジションはMF。

## 来歴
Kリーグクラシック・水原三星ブルーウィングスの下部組織出身。2012年にイランで行われたAFC U-16選手権にはU-16韓国代表にも選ばれ、グループリーグの日本戦でも得点を挙げている。
2015年、トップチーム昇格とほぼ同時にJリーグ・レノファ山口FCに期限付き移籍。チーム最年少ながら途中出場を中心に9試合に出場した。
同年末をもって期限付き移籍満了に伴い退団、水原三星に復帰した。
2016年は水原三星で出場機会を得られないまま、同年末に退団が発表された。

## 所属クラブ
- 水原三星ブルーウィングスU-18（梅灘高等学校）
- 2015- ： 水原三星ブルーウィングス
  - 2015 ： レノファ山口FC

## 個人成績
| 国内大会個人成績 | 国内大会個人成績 | 国内大会個人成績 | 国内大会個人成績  | 国内大会個人成績 | 国内大会個人成績 | 国内大会個人成績 | 国内大会個人成績 | 国内大会個人成績 | 国内大会個人成績 | 国内大会個人成績 | 国内大会個人成績 |
| 年度             | クラブ           | 背番号           | リーグ            | リーグ戦         | リーグ戦         | リーグ杯         | リーグ杯         | オープン杯       | オープン杯       | 期間通算         | 期間通算         |
| 年度             | クラブ           | 背番号           | リーグ            | 出場             | 得点             | 出場             | 得点             | 出場             | 得点             | 出場             | 得点             |
| 日本             | 日本             | 日本             | 日本              | リーグ戦         | リーグ戦         | リーグ杯         | リーグ杯         | 天皇杯           | 天皇杯           | 期間通算         | 期間通算         |
| ---------------- | ---------------- | ---------------- | ----------------- | ---------------- | ---------------- | ---------------- | ---------------- | ---------------- | ---------------- | ---------------- | ---------------- |
| 2015             | 山口             | 25               | J3                | 9                | 0                | -                | -                | 0                | 0                | 9                | 0                |
| 韓国             | 韓国             | 韓国             | 韓国              | リーグ戦         | リーグ戦         | リーグ杯         | リーグ杯         | FA杯             | FA杯             | 期間通算         | 期間通算         |
| 2016             | 水原三星         | 35               | Kリーグクラシック |                  |                  |                  |                  |                  |                  |                  |                  |
| 通算             | 日本             | 日本             | J3                | 9                | 0                | -                | -                | 0                | 0                | 9                | 0                |
| 通算             | 韓国             | 韓国             | Kリーグクラシック |                  |                  |                  |                  |                  |                  |                  |                  |
| 総通算           | 総通算           | 総通算           | 総通算            | 9                | 0                | 0                | 0                | 0                | 0                | 9                | 0                |

- Jリーグ初出場 - 2015年4月5日 J3第4節 藤枝MYFC戦（維新公園）